# 10364 Tainai
10364 Tainai (1994 VR1) là một tiểu hành tinh vành đai chính được phát hiện ngày 3 tháng 11 năm 1994 bởi T. Kobayashi ở Oizumi.